# GMシボレー店
GMシボレー店は、ゼネラルモーターズの日本におけるシボレーブランド車の正規ディーラーのかつての名称であった。現在は「キャデラック○○」「シボレー○○」と、ブランド毎に拠点名を分けている。

## 概要
2000年、それまでヤナセが持っていたシボレーブランド車の輸入権が日本ゼネラルモーターズ（以下、GMJ）へ移管される。
2001年、旧称「GMオートワールド店」を開設。日本国内では、当初は乗用車・RV車販売から撤退したいすゞ自動車の乗用車取扱販売店（旧・いすゞスクエア店）や、旧サターンの販売店が多数参加し、他には並行輸入車をも扱う外車販売店（一例として光岡自動車グループのBUBUが運営している販売店等がある）、かつて輸入権を持っていたヤナセの販売店の一部
が参加した。
当初の取扱いはシボレーブランド車がメインだったが、旧・サターン販売店ではサターン、いすゞ販売店ではいすゞの看板を掲げるディーラーがあった。

そしてGMオートワールド店への部品供給は、GMグループとなったばかりの富士重工業（現在のSUBARU）が担当することになった。
2003年、GMJよりスズキへシボレーブランド車（コルベット除く）の輸入権が移管されたが、この頃より現在の名称である「GMシボレー店」に、店舗名称が変更になっている
（その際、一部のいすゞ系販売店、旧・サターン販売店の販売網離脱が起こっているほか、スズキアリーナ店でも一部車種を取り扱うようになった）。
その後シボレーに加え、キャデラックとの併売が進められ、店舗名称も「キャデラック・シボレー○○」（○○は地域名）に変わった。
かつてヤナセや日本GMとは別にGM車の正規輸入・販売を手掛けていた三井物産オートモーティブの販売網にも参加しているディーラーがあり、その場合三井物産オートモーティブ扱いのGM車と併売されるケースもあった。
2017年現在はさらに変更が加えられ、上述の通りキャデラックとシボレーのブランド毎に拠点名を分けている。
なお、「GMシボレー」の店舗名を名乗るヤナセ系列の拠点は無かったが、現在はヤナセ系列・GMJ系列共に店舗の命名ルールが統一されている。

## 取り扱い車種
開設から現在まで複雑なルールで各ブランドを扱ってきた為、本項ではシボレーブランドのみを扱う。

### 現行取扱い車種
（2020年2月現在) 
- カマロ
- コルベット[6]

### かつての取り扱い車種
- トレイルブレイザー
- ブレイザー
- アストロ
- ソニック
- MW
- クルーズ
- オプトラ
- キャプティバ